# Campyloderes vanhoeffeni
Campyloderes vanhoeffeni är en djurart som tillhör fylumet pansarmaskar, och som beskrevs av Carl Zelinka 1913. Campyloderes vanhoeffeni ingår i släktet Campyloderes och familjen Centroderidae. Inga underarter finns listade i Catalogue of Life.